# Campeonato Panamericano de Balonmano Masculino Juvenil de 2015
El XII Campeonato Panamericano de Balonmano Masculino Juvenil de 2015 se disputó entre el 21 y el 25 de abril de 2015  en San Cristóbal, Venezuela. y es organizado por la Federación Panamericana de Balonmano Este campeonato entregó cuatro plazas para el Campeonato Mundial de Balonmano Masculino Juvenil de 2015

## Grupo único
| Equipo    | PTS | J | G | E | P | GF  | GC  | DG   |
| --------- | --- | - | - | - | - | --- | --- | ---- |
| Brasil    | 10  | 5 | 5 | 0 | 0 | 258 | 81  | +177 |
| Argentina | 8   | 5 | 4 | 0 | 1 | 157 | 98  | +59  |
| Chile     | 6   | 5 | 3 | 0 | 2 | 146 | 126 | +20  |
| Venezuela | 4   | 5 | 2 | 0 | 3 | 159 | 184 | -25  |
| Colombia  | 2   | 5 | 1 | 0 | 4 | 133 | 169 | -36  |
| Ecuador   | 0   | 5 | 0 | 0 | 5 | 84  | 279 | -195 |

### Resultados
| Fecha      | Hora  | Partido³  | Partido³ | Partido³  | Resultado |
| ---------- | ----- | --------- | -------- | --------- | --------- |
| 21.04.2015 | 13:30 | Argentina | -        | Chile     | 19-15     |
| 21.04.2015 | 15:00 | Brasil    | -        | Ecuador   | 87-11     |
| 21.04.2015 | 16:30 | Venezuela | -        | Colombia  | 37-34     |
| 22.04.2015 | 13:30 | Chile     | -        | Brasil    | 18-37     |
| 22.04.2015 | 15:00 | Colombia  | -        | Argentina | 21-34     |
| 22.04.2015 | 16:30 | Ecuador   | -        | Venezuela | 23-58     |
| 23.04.2015 | 13:30 | Chile     | -        | Colombia  | 35-25     |
| 23.04.2015 | 15:00 | Argentina | -        | Ecuador   | 52-10     |
| 23.04.2015 | 16:30 | Brasil    | -        | Venezuela | 59-19     |
| 24.04.2015 | 13:30 | Ecuador   | -        | Chile     | 22-42     |
| 24.04.2015 | 15:00 | Brasil    | -        | Colombia  | 45-13     |
| 24.04.2015 | 16:30 | Venezuela | -        | Argentina | 22-32     |
| 25.04.2015 | 09:00 | Colombia  | -        | Ecuador   | 40-18     |
| 25.04.2015 | 11:00 | Venezuela | -        | Chile     | 23-36     |
| 25.04.2015 | 13:00 | Argentina | -        | Brasil    | 20-30     |

| Brasil           |
| Campeón          |
| Brasil 5° título |

### Clasificación general
| Brasil       |
| Argentina    |
| Chile        |
| 4. Venezuela |
| 5. Colombia  |
| 6. Ecuador   |

## Clasificados al Mundial 2015
| Bandera de Brasil | Bandera de Argentina | Bandera de Chile | Bandera de Venezuela |
| Brasil            | Argentina            | Chile            | Venezuela            |
| ----------------- | -------------------- | ---------------- | -------------------- |